# Siège de Pavie (1315)
Pour les articles homonymes, voir Siège de Pavie.
Guerres entre guelfes et gibelins
Batailles
1150 – 1200
- Vernavola (1154)
- Spolète (1155)
- Tortone (1155)
- Milan (1158)
- Siziano (1159)
- Crema (1159)
- Carcano (1160)
- Milan (1162)
- Prataporci (1167)
- Alexandrie (1174-1175)
- Legnano (1176)

1201 – 1250
- Calcinato (1201)
- Casei Gerola (1213)
- Cortenuova (1237)
- Brescia (1238)
- Faenza (1239)
- Giglio (1241)
- Viterbe (1243)
- Parme (1248)
- Fossalta (1249)
- Cingoli (1250)

1251 – 1300
- Bataille de Montebruno (1255)
- Cassano (1259)
- Montaperti (1260)
- Bénévent (1266)
- Tagliacozzo (1268)
- Colle (1269)
- Roccavione (1275)
- Desio (1277)
- Forlì (1282)
- Pieve al Toppo (1288)
- Campaldino (1289)

1301 – 1350
- Pavie (1302)
- La Lastra (1304)
- Milan (1311)
- Soncino (1312)
- Gaggiano (1313)
- Rho (1313)
- Ponte San Pietro (1313)
- Scrivia (1315)
- Montecatini (1315)
- Pavie (1315)
- Sestri (1318)
- Bardi (1321)
- Mirandola (1321)
- Gorgonzola (1323)
- Vaprio d'Adda (1324)
- Altopascio (1324)
- Zappolino (1325)
- San Felice (1332)
- San Quirico (1341)
- Gamenario (1345)

1351 – 1402
- Mirandola (1355)
- Casorate (1356)
- Solara (1356)
- Alexandrie (1391)
- Casalecchio (1402)

Le Siège de Pavie est une bataille survenue en 1315, qui opposa la commune de Pavie et la famille Della Torre, aux forces gibelines représentée par les familles Visconti et Beccaria. Elle s'inscrit dans le cadre plus général de la guerre entre guelfes et gibelins.

## Contexte historique
La situation politique à Pavie dans les dernières décennies du XIIIe siècle est caractérisée par les affrontements entre la faction gibeline, dirigée par les Beccaria, et celle guelfe, menée par les Langosco, comtes palatins de Lomello. Entre 1290 et 1300, Manfredo Beccaria parvient à imposer son contrôle sur la ville et est nommé podestat du peuple, des marchands et du collège des notaires.
Cependant, en 1300, Filippone Langosco (après avoir militairement vaincu Manfredo) chasse les Beccaria de Pavie et impose un gouvernement guelfe, qui entre 1313 et 1315 s'allie aux Angevins. Initialement, les relations entre les Langosco et les Visconti sont bonnes (le père de Filippone, Riccardo, avait déjà dirigé les forces pavaises lors de la bataille de Desio, favorisant la victoire d'Otton Visconti et l'expulsion des Della Torre).
Cependant, le mariage avorté entre la fille de Mathieu Ier Visconti, Zaccarina, et le fils aîné de Filippone, Ricciardino, trouble les relations entre les deux familles. Les Langosco font la guerre contre Milan, mais sont arrêtés par Galeazzo I Visconti, tandis qu'en 1302, ce dernier tente de conquérir Pavie, mais est repoussé. Toujours la même année, les Langosco parviennent à organiser une ligue contre les Visconti, à laquelle se joignent le marquis de Monferrat, Crémone, Lodi, Plaisance, Verceil et Novare, et qui parvient à chasser Mathieu Ier Visconti de Milan. Filippone Langosco s'allie alors aux Della Torre, union scellée par le mariage de sa fille Brumisunde avec Guido Della Torre, qui en 1308 devient seigneur de Milan.
Le pouvoir de Filippone Langosco est mis en péril par la descente en Italie de l'empereur Henri VII, qui souhaite une réconciliation entre les Langosco et les Beccaria, ces derniers étant désormais solidement liés aux Visconti. En 1312, Filippone Langosco, avec son gendre Giberto III da Correggio, les exilés milanais dirigés par les Della Torre, les Parmesans, les Lodigiens et les Crémonais, tente de chasser Galeazzo I Visconti de Plaisance, mais lors du combat, il est blessé et capturé par les Visconti. Ses fils Ricciardino, Guido et Gherardino poursuivent la lutte contre les Visconti et les Beccaria.
En 1314, les forces des seigneurs de Milan, avec les exilés de Pavie, attaquent la Lomellina, tandis que l'année suivante, les Pavais remportent quelques succès à Novare et sur le Tessin près de Vigevano, où la flotte pavaise parvient à incendier le pont fortifié construit par les Visconti. Mathieu Ier Visconti, pour couper les liaisons entre Pavie et les forces angevines au Piémont, fait construire un château à la confluence de la Scrivia et du Pô. En juillet 1315, les forces guelfes, dirigées par Ugo del Balzo et composées des partisans des Della Torre, de Pavie, de Verceil, d'Asti et d'Alexandrie, tentent de conquérir la forteresse, mais sont vaincues. Cette défaite permet aux Visconti de se tourner désormais vers Pavie.

## Le siège

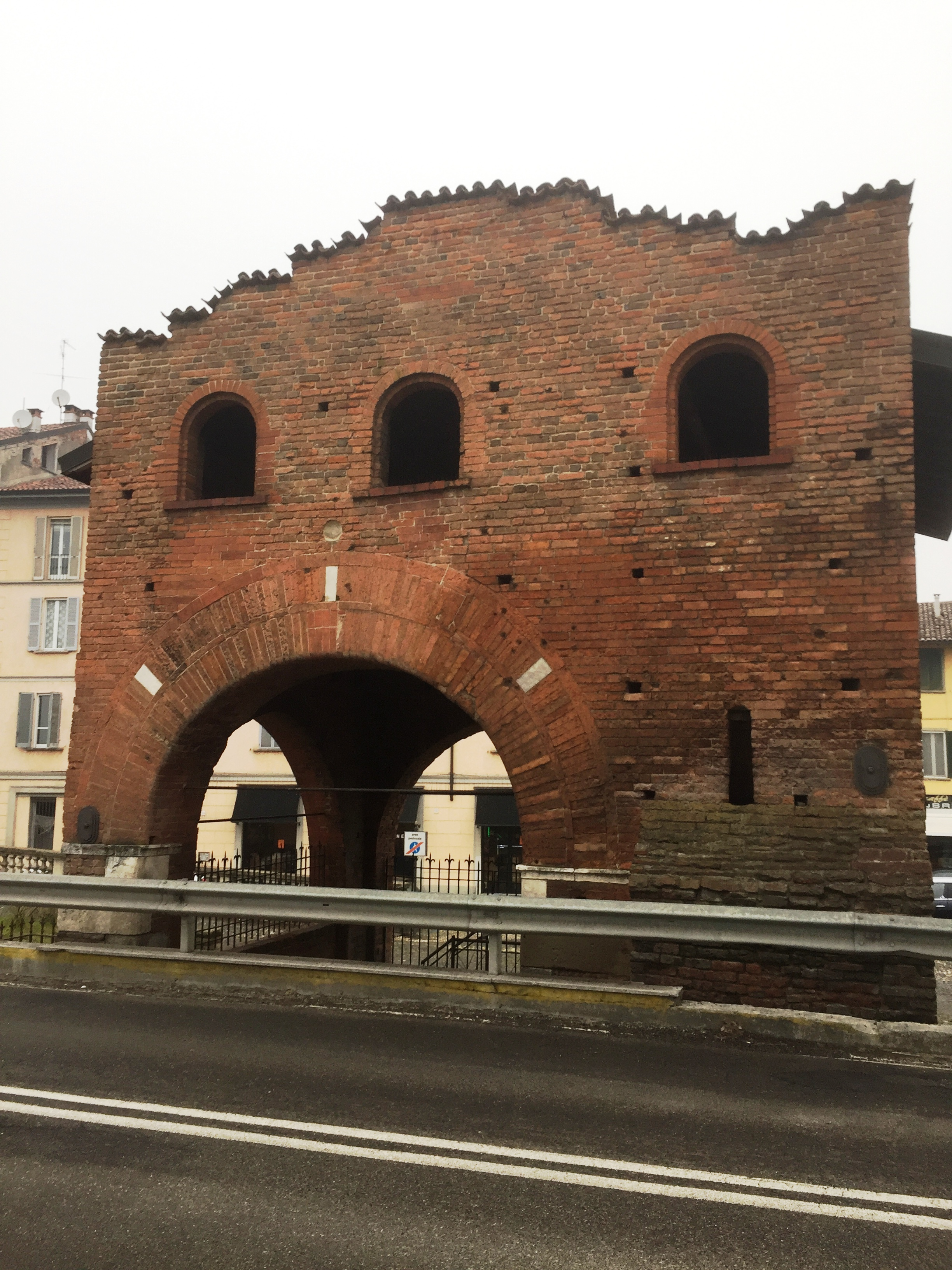
Porta Nuova, l'une des portes urbaines de la ville

Comme déjà expérimenté lors du siège infructueux de Galéas Ier Visconti en 1302, Pavie était une ville difficile à assiéger. En effet, bien que située dans une zone plate, le centre était défendu au sud par le Tessin, au-delà duquel se trouvait une banlieue de la ville, reliée à Pavie par un pont et non incluse dans le périmètre des remparts mais protégée par un bras du Tessin, le Gravellone, alors navigable.
Le Tessin lui-même, près de Pavie, se divisait en de nombreux méandres, entrecoupés de forêts, de bancs de sable et de zones humides, mais les défenses naturelles de la ville ne se limitaient pas au Tessin : deux petits cours d'eau (le Navigliaccio et les deux Vernavole), issus de sources jaillissantes et dotés d'eaux pérennes, creusaient deux profonds ravins à l'est et à l'ouest de la ville. De plus, Pavie était équipée de solides fortifications ; en effet, la ville disposait de trois enceintes murales, la dernière étant caractérisée par de larges et profonds fossés. Le siège aurait nécessité la mobilisation non seulement d'un grand contingent d'hommes, mais aussi de navires pour empêcher l'arrivée de ravitaillements et de secours par voie fluviale.
Cependant, le commandant viscontéen, Stefano Visconti, avec l'appui des Beccaria et des exilés de Pavie, décida de tenter de conquérir la ville par une action nocturne habile. Environ 500 cavaliers, principalement allemands, se sont embusqués le long de la route menant à Crémone et Plaisance, hors de la porte Santa Giustina, tandis que d'autres hommes étaient envoyés de l'autre côté du Tessin dans le but de prendre le pont sur la rivière. Dans la nuit du 5 au 6 octobre, les forces viscontiennes positionnées près du pont ont hissé plus de cent lanternes de fer sur des poteaux et les ont allumées, laissant ainsi croire à leurs ennemis qu'ils étaient attaqués dans l'obscurité de la nuit par un contingent fort, bien plus nombreux qu'en réalité.Cependant, les Visconti sont bientôt attaqués par Ricciardino Langosco, qui se jette sur eux avec seulement 30 cavaliers, suivis ensuite par le peuple en armes. Pendant ce temps, près du pont, les hommes de Stefano Visconti et des Beccaria sont repoussés, tandis que les cavaliers postés à l'extérieur de la porte Santa Giustina entrent en action. Avec l'aide des Beccaria, certains défenseurs de la porte, dirigés par un certain Marchetto Salerno, trahissent les Langosco et abattent la barricade de bois défensive, permettant ainsi aux cavaliers allemands de Stefano Visconti de pénétrer dans la ville. Sur la place de l'église San Giovanni in Borgo (aujourd'hui place du Collège Borromée), les mercenaires affrontent les cavaliers dirigés par Simone Della Torre, auxquels se joignent Ricciardino Langosco et une partie des forces pavaises.
Effrayés par la contre-attaque, dans l'obscurité la plus totale, les cavaliers allemands commencent à reculer et sont presque repoussés de la ville. Cependant, arrivés près de la porte par laquelle ils sont entrés, ils se réorganisent, reçoivent des renforts et, surtout, grâce à quelques torches, ils peuvent voir que le contingent dirigé par Ricciardino Langosco et Simone Della Torre est extrêmement limité. Ils contre-attaquent alors et dispersent les adversaires. Ricciardino Langosco meurt dans le combat, tandis que Simone Della Torre parvient à s'échapper de Pavie,.
La ville est pillée par les Visconti et surtout par les exilés pavais dirigés par Beccaria, qui se vengent des membres de la faction guelfe. Le Regisole, une ancienne statue équestre en bronze qui était l'un des symboles de la ville, est emporté à Milan comme trophée, bien qu'il soit finalement restitué aux Pavais en 1335.

## Issue des combats et conséquences
En contre-exemple de ce qui s'est passé avec d'autres villes, les Visconti ne conservèrent un contrôle direct sur la ville que pendant quelques années, préférant confier son gouvernement à leurs alliés : les Beccaria, qui, tout en préservant les traditions des institutions communales, devinrent les "seigneurs voilés" de Pavie et le restèrent jusqu'à la conquête viscontéenne définitive en 1359,.